# Matteo Poli
Matteo Umberto Poli (* 17. November 1973 in Mailand) ist ein italienischer Architekt, Landschaftsarchitekt und Universitätsprofessor.

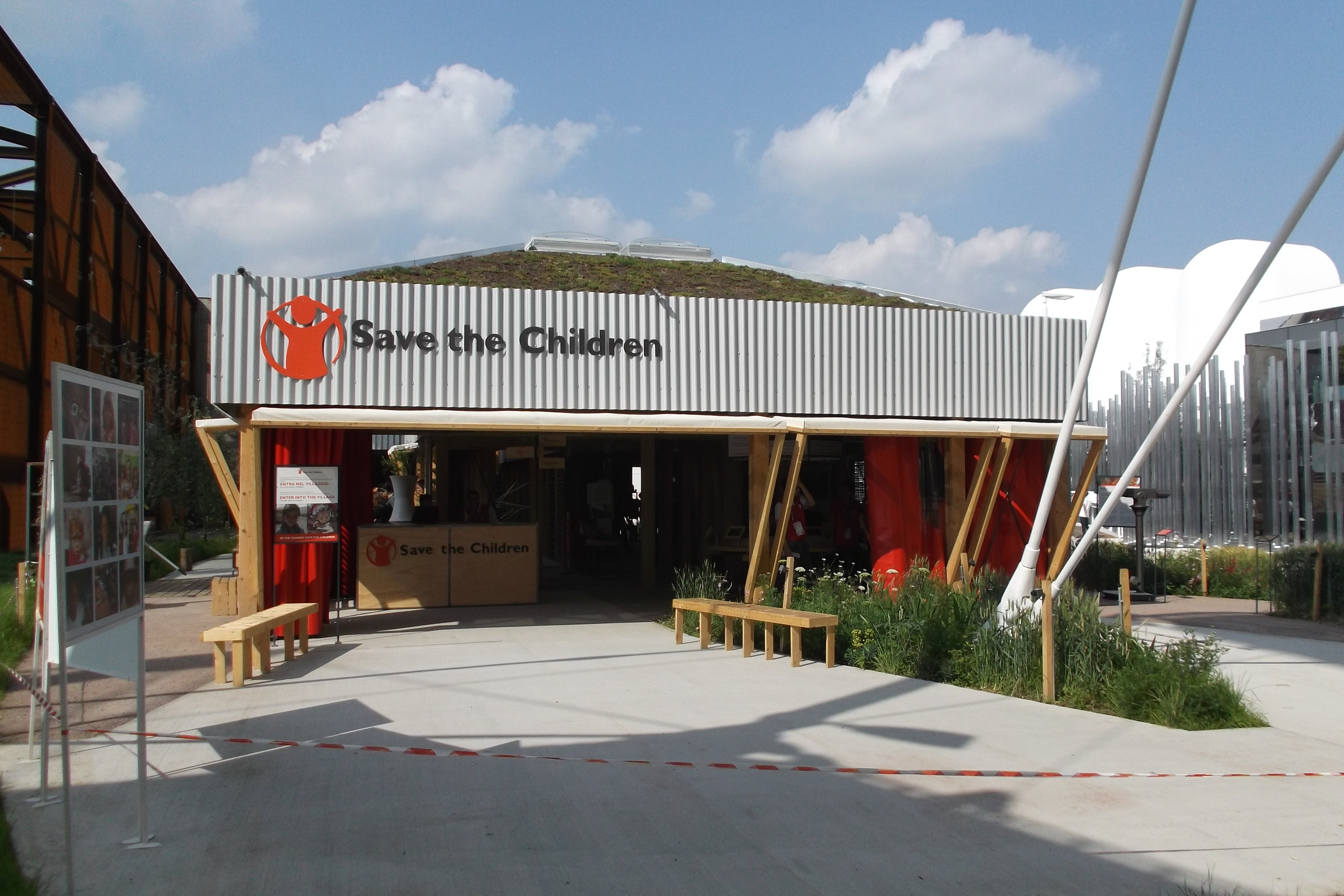
Save the Children pavilion, Expo 2015 Mailand

## Werdegang
Matteo Poli studierte bis 1997 Architektur am Polytechnikum Mailand, der ETSAB Barcelona und an der TU Delft und arbeitete anschließend bei West 8 und von 1998 bis 2008 bei OMA. 1999 gründete er 99IC AMD, 2005 bis 2007 war er Partner von CicliMA und seit 2008 Partner von AOUMM. Poli lehrte an der EPF Lausanne, Accademia di Architettura di Mendrisio, ETSAB Barcelona, NABA Mailand, Domus Academy Mailand, Wrocław UTAUD, IED Mailand, USJ Macau, University of Keio und seit 2005 am Polytechnikum Mailand. Zwischen 2004 und 2007 war er Redakteur bei Domus, 2007 bis 2014 bei Abitare und seit 2017 bei YouBuild. Matteo Poli wurde 2014 zusammen mit AOUMM von Rem Koolhaas zur Architekturbiennale Venedig eingeladen.

## Bauten
- 2012: Bank, Leno[3]
- 2015: Save the Children pavilion, Expo 2015 Mailand[4]
- 2018: Holzkirche, Corfigno
- 2022: Roter Pavillon, Mailand

## Ausstellungen
- 2014: Architekturbiennale Venedig
- 2015: Expo Mailand
- 2022: Triennale Milano

## Ehemalige Assistenten
- Philipp Wündrich

## Bücher
- als Herausgeber mit Monica Amari: Iconic Paysage & Cultural Planning. Franco Angeli, Mailand 2010
- als Herausgeber mit Luca Astorri, Marco Biraghi: Zingonia, la nuova città. LetteraVentidue, Syrakus 2014
- als Autor in Davide Giannella, Massimo Torrigiani (Hrsg.): Salento Moderno. An inventory of private houses in southern puglia. Humboldt Books, Mailand 2018
- als Autor in Madalina Ghibusi, Maryam Khatibi, Chiara Pradel (Hrsg.): Scales of Interiors. parks gardens objects. Maggioli, 2019